# Satomi Noda
Satomi Noda (野田聡美 Noda Satomi?) es un personaje de la novela Battle Royale. En la película y el manga tienen el mismo nombre. En la película el personaje fue interpretado por Sayaka Kamiya

## Historia de fondo
Satomi era conocida por ser una estudiante modelo debido a su inteligencia, aunque también era conocida por su actitud fría, sin embargo para todos era indiscutible que se trataba de alguien que se preocupaba mucho por ayudar al resto con sus problemas. Sus rasgos distintivos eran su tono de voz un poco ronco y sus anteojos de montura metálica que combinaban con su rostro de aspecto tranquilo e inteligente. Satomi era parte del llamado "Grupo neutral", siendo amiga de Yukie Utsumi, Chisato Matsui, Haruka Tanizawa, Fumiyo Fujiyoshi, Yuka Nakagawa, Yuko Sakaki, Izumi Kanai y Noriko Nakagawa, aunque por ser algo reservada Shuya Nanahara siempre tuvo la impresión que era algo solitaria.

## En el juego
Tras ser secuestrados, despertar en el colegio y presenciar la muerte de Yoshitoki Kuninobu y Fumiyo Fujiyoshi, Sakamochi muestra a los alumnos como funciona el juego y ordena a todos los alumnos que cuando sean nombrados reciban su equipamiento y salgan fuera del edificio para dar por iniciado el programa.
Cuando Satomi abandonó el salón de la escuela, se encontró con Yukie Utsumi y sus amigas, pidiéndole que se les uniera. Satomi aceptó la oferta y buscaron más chicas, logrando agregar a Chisato Matsui, pero sin lograr contactar a Kaori Minami; aunque tuvieron la oportunidad de contactar a Yoshimi Yahagi decidieron que no hacerlo ya que consideraron que sería un riesgo tratándose de una amiga de Mitsuko Souma.
Con el grupo ya compuesto se movieron por la isla y presenciaron el suicidio de Sakura Ogawa y Kazuhiko Yamamoto; tras esto, lograron llegar hasta el faro donde se instalaron y lo acondicionaron para que una de ellas siempre estuviera de guardia en caso de un ataque; ya que el arma asignada a Satomi era la más potente, una Uzi 9mm, se decidió que estaría en manos de la que tuviese el turno de vigilar.
Alrededor de las ocho de la tarde del primer día, encontraron y acogieron a Yuko Sakaki, quien aseguraba haber presenciado como Shuya Nanahara había asesinado a Tatsumichi Oki a sangre fría; aunque realmente fue una muerte accidental, pero desde su perspectiva trastornada tenía la certeza que lo mató por placer. Las chicas la dejan quedarse porque no era una amenaza para ellas y no creían que Shuya fuese capaz de tales actos. Posteriormente encontrarían a Shuya herido por su encuentro con Kazuo Kiriyama y a pesar de las protestas de Yuko lo acogieron. Al día siguiente, cuando Yukie anunció que Shuya había despertado, Satomi se mostraba mentalmente exhausta ya que no había dormido desde que llegaron a la isla.

## Destino
Minutos después del anuncio de Yukie, Yuka Nakagawa muere al probar la comida que Yuko había envenenado en un intento de matar a Shuya desatando el pánico y la desconfianza. Satomi se apoderó de la Uzi exigiendo saber quién envenenó el guiso convencida de que era un intento para matarla, culpando a una tras otra sin detenerse a razonar. 

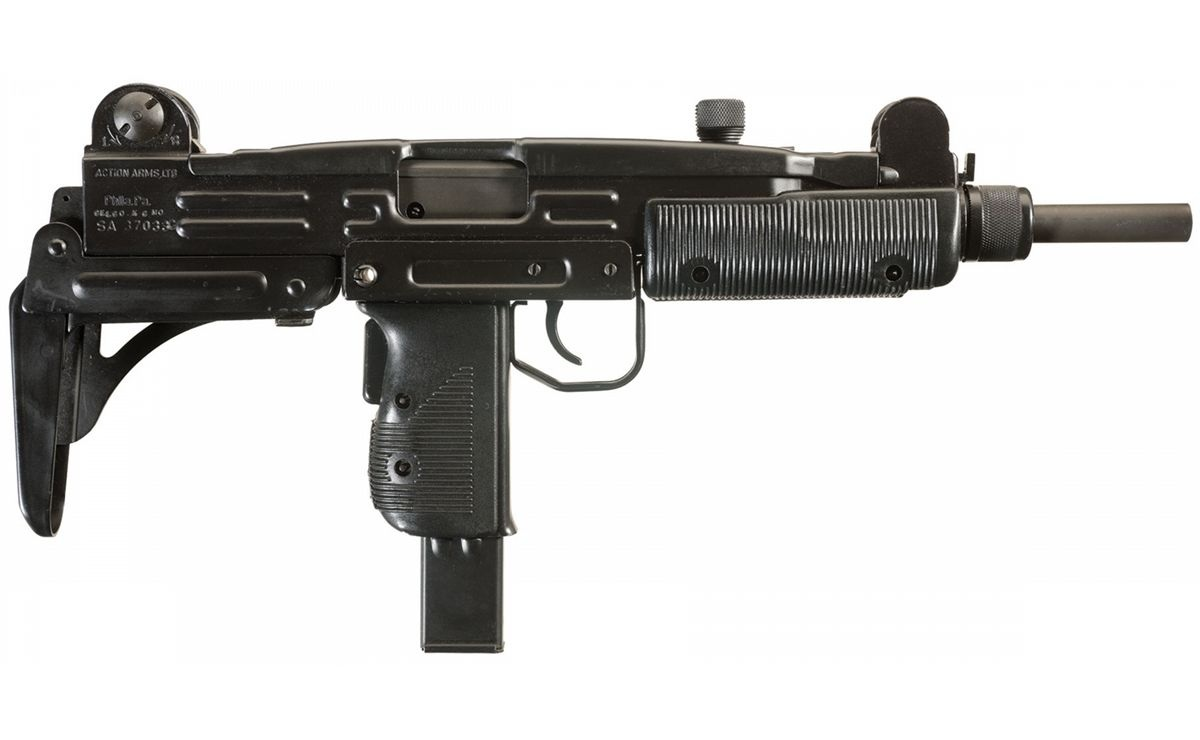
El arma asignada a Satomi es una Uzi.

Haruka comprendió en ese momento que si Satomi había permanecido despierta no era por insomnio, sino porque nunca había confiado en ellas y cuando Chisato se movió cerca de la mesa donde estaba el arma de Yuka, Satomi lo interpreta como un intento de matarla por lo que la acribilla; después Yukie le apunta con su arma intentando herirla en un brazo para desarmarla pero Satomi le dispara primero matándola. Haruka logra tomar el arma de Yukie pero recibe una ráfaga en el torso y a pesar de que le destrozó el costado consigue dispararle a Satomi en la cabeza; esta, no esta claro si intencionalmente o por un reflejo post mortem, le dispara nuevamente con la Uzi muriendo ambas al mismo tiempo. Irónicamente la única de quien no desconfió y a quien no intentó matar fue a Yuko, razonando que no era como las demás.
En el manga, Yukie se abraza al cuerpo acribillado de Chisato mientras recrimina a Satomi el haber matado a su amiga, pero ésta insiste en qué moverse hacia la mesa la delata como una asesina, al mismo tiempo, Haruka nota que Yukie lleva su pistola en la cintura y le exige a Satomi que la mate argumentando que portar el arma es prueba de que es la verdadera asesina; en lugar de esto su compañera le apunta a ella, molesta porque le ha hablado y Yukie saca su arma en un intento de herir a Satomi para desarmarla y evitar muertes innecesarias, desgraciadamente su compañera es más rápida y la acribilla con la Uzi. Haruka aprovecha para apoderarse de la pistola en un intento de salvarse, pero Satomi nuevamente es más rápida disparándole una ráfaga con su ametralladora. Tras esto, ahora carente totalmente de cordura, celebra el que todas están a salvo ya que ha conseguido matar a un montón, mientras intenta convencer a Yuko que la puede proteger; sin embargo, Haruka utiliza sus últimos momentos de vida para acabar con ella de un disparo en la cabeza.
A diferencia de la novela y el manga, en la película el arma asignada a Satomi es una escopeta M870, mientras que la Uzi es de Yuka Nakagawa y la usa contra sus compañeras simplemente porque fue el arma que tenía a mano cuando comenzó la discusión, otras diferencias son que Chisato realmente sí intentaba alcanzar su arma cuando fue acribillada y que a Satomi quien la asesina en esta versión es Yukie.
En todas las versiones es posible calificarla como la tercera jugadora más letal ya que tiene el conteo más alto de víctimas después de Kiriyama y Mitsuko, aunque en la novela y manga comparte este puesto con Kawada, mientras que en la película el joven solo cuenta con dos víctimas a su haber.